# Live in 1500m2
Live in 1500m2 – album koncertowy polskich braci-raperów Pezeta i Małolata. Nagrany w warszawskim klubie 1500m2. Zawiera utwory z ich wspólnej płyty Dziś w moim mieście oraz materiałów solowych.
Pierwotna data wydania została ustalona na 12 czerwca 2012, jednak została zmieniona i premiera odbyła się 5 lipca 2012 nakładem wytwórni Koka Beats. Na wydawnictwo składa się płyta CD, zawierająca materiał audio oraz DVD, na którym znalazł się m.in. wywiad z raperami. Na płycie wystąpił tylko jeden gość – elbląski raper VNM. Album promowany był teledyskiem „Jestem sam”.

## Lista utworów
Opracowano na podstawie źródła.
1. „Zaalarmuj”
2. „Halo”
3. „Rap z boiska”
4. „Jestem sam”
5. „Re-fleksje”
6. „Dopamina”
7. „Ukryty w mieście krzyk”
8. „Koka” (gościnnie: VNM)
9. „Kto wrócił na osiedle”
10. „Noc i dzień”
11. „Nagapiłem się”
12. „Lubię”
13. „Piszę tekst”
14. „Gdyby miało nie być jutra”